# Medjez Amar
Medjez Amar (em árabe: مجاز عمار) é uma cidade e comuna localizada na província de Guelma, Argélia. Segundo o censo de 2008, a população total da cidade era de 7 703 habitantes.